# کلیسای جامع سات‌ارک
کلیسای جامع سات‌ارک (انگلیسی: Southwark Cathedral) یک کلیسای جامع در شهر لندن است.
این کلیسا که در ناحیه سات‌ارک واقع شده بیش از هزار سال قدمت دارد و از سال ۱۹۰۵ به کلیسای جامع تبدیل شده است.

## نگارخانه

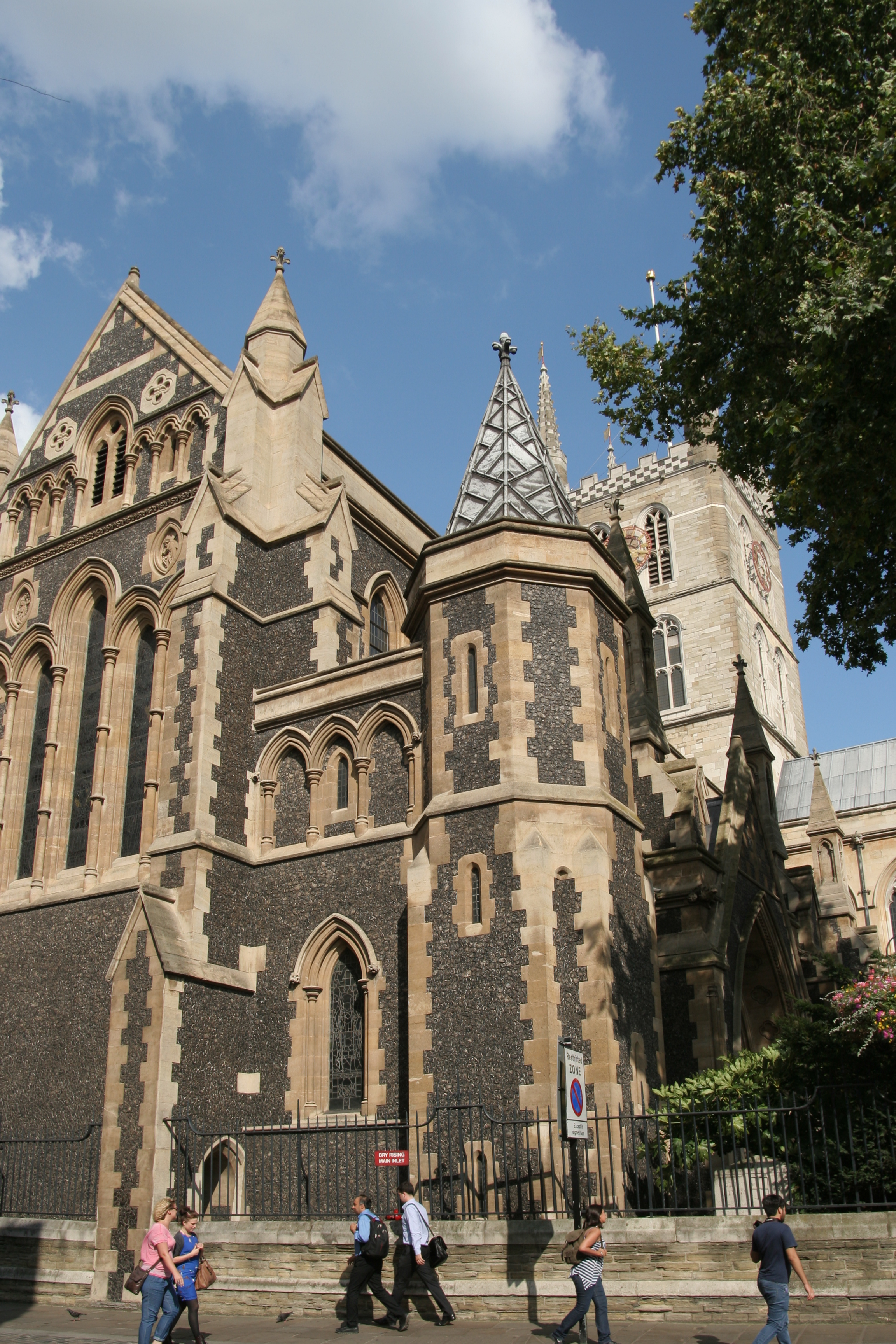
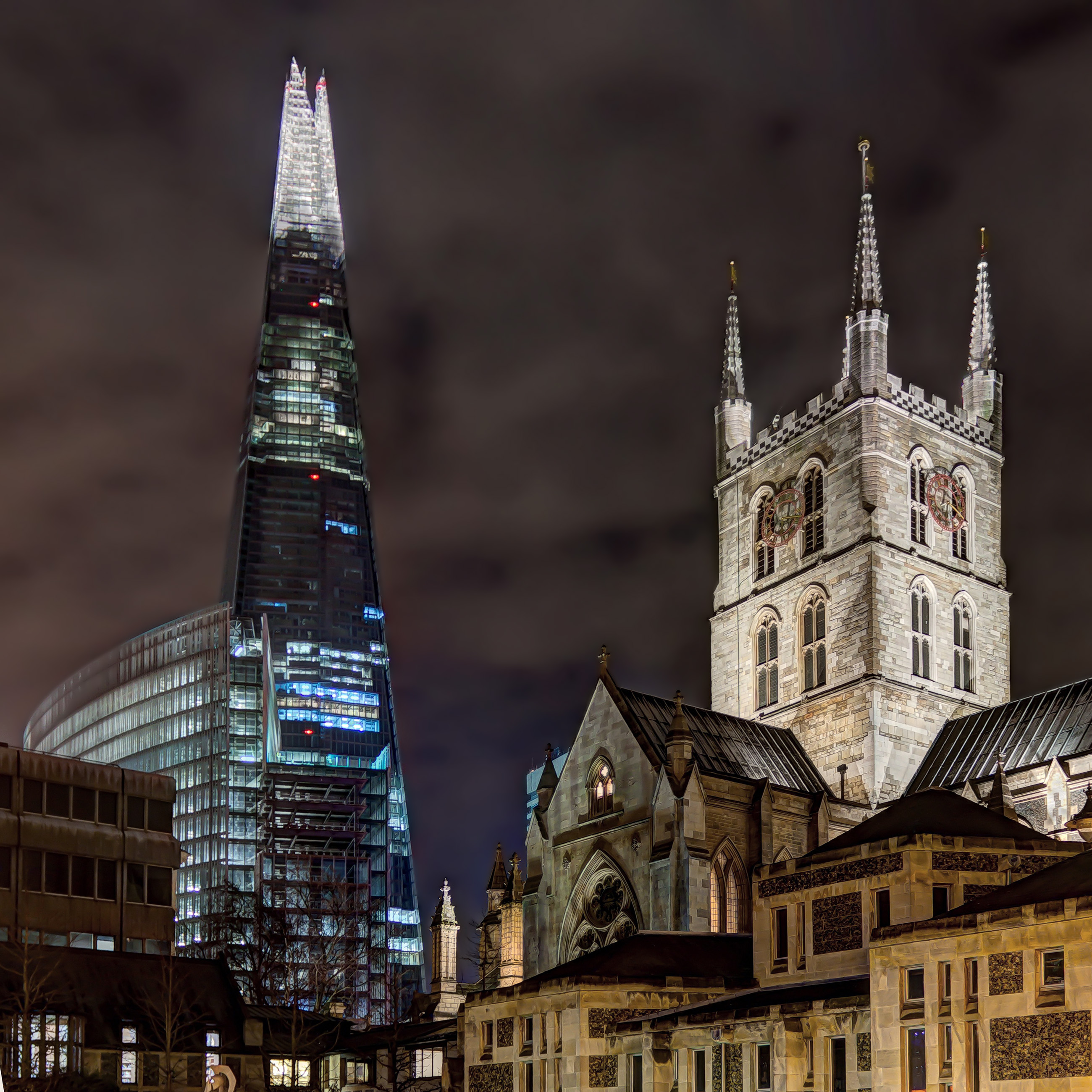
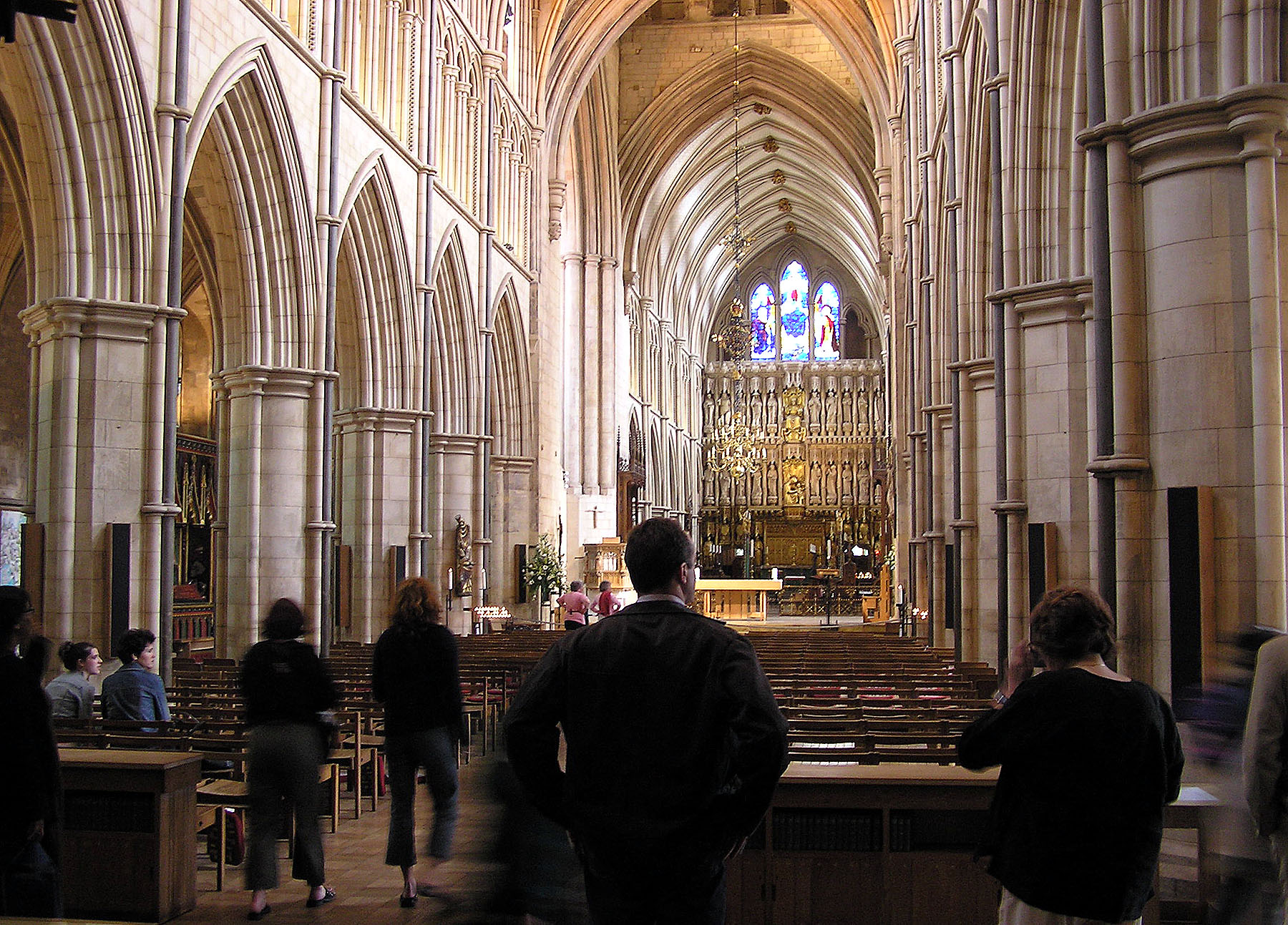
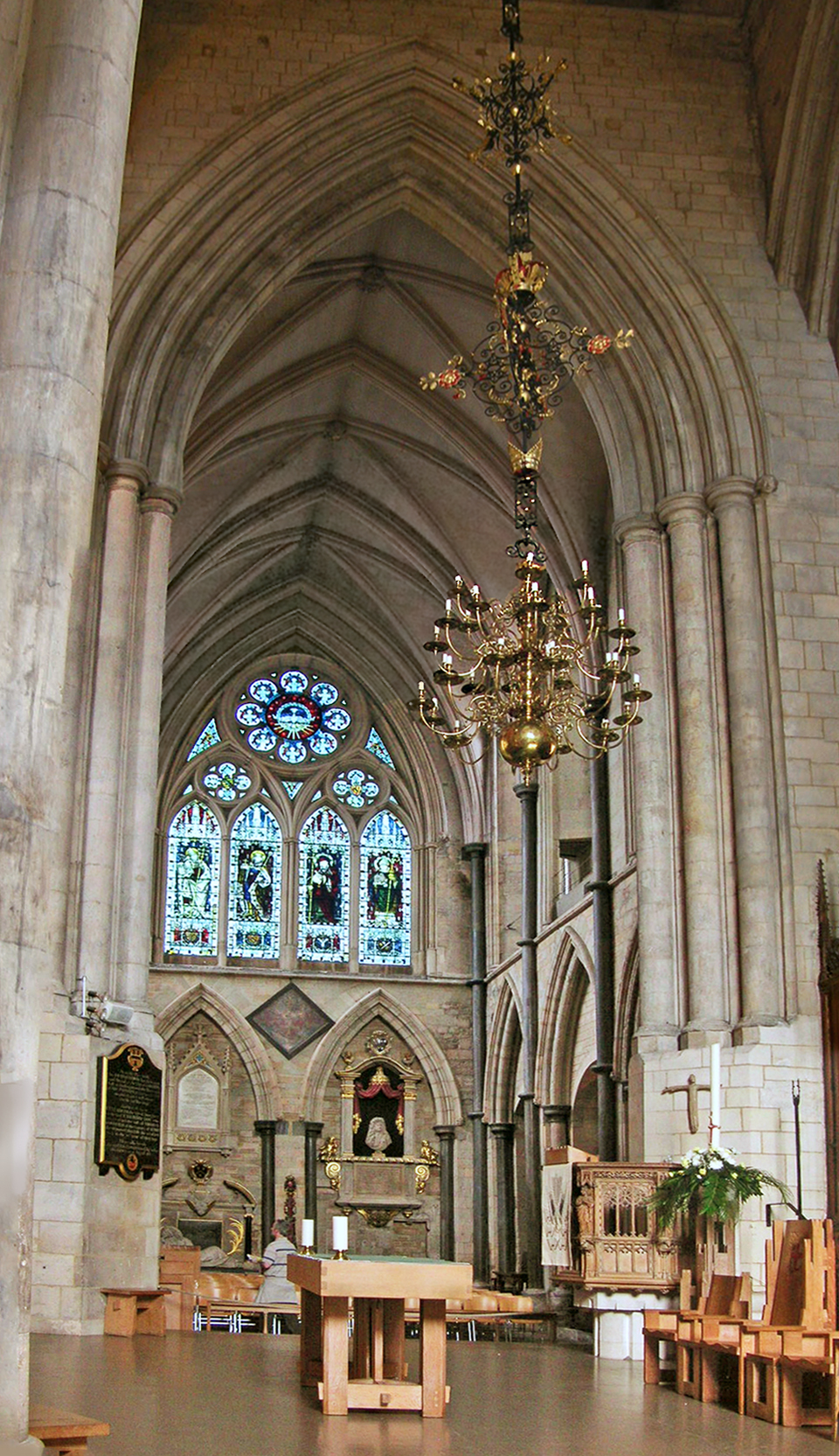
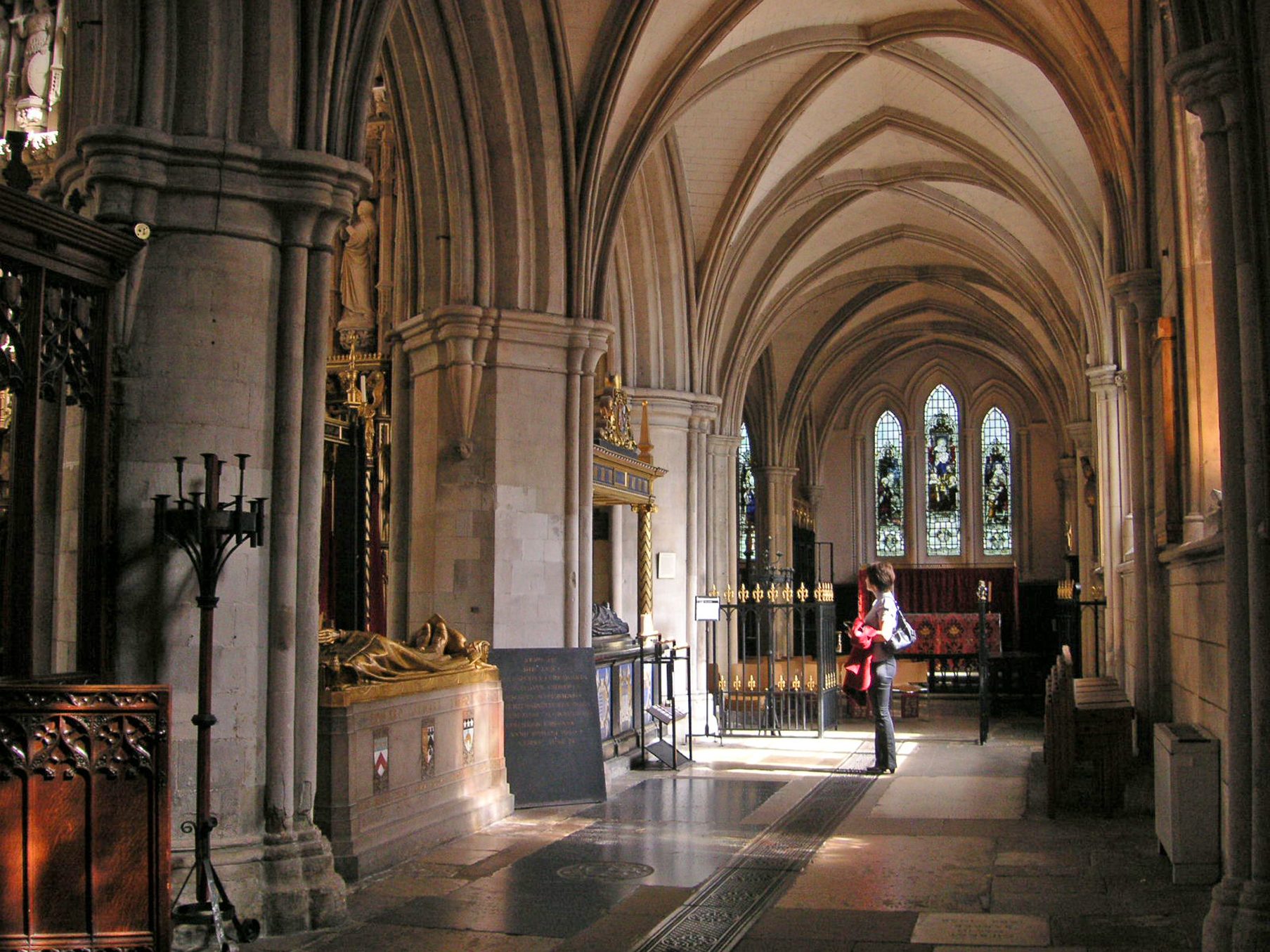
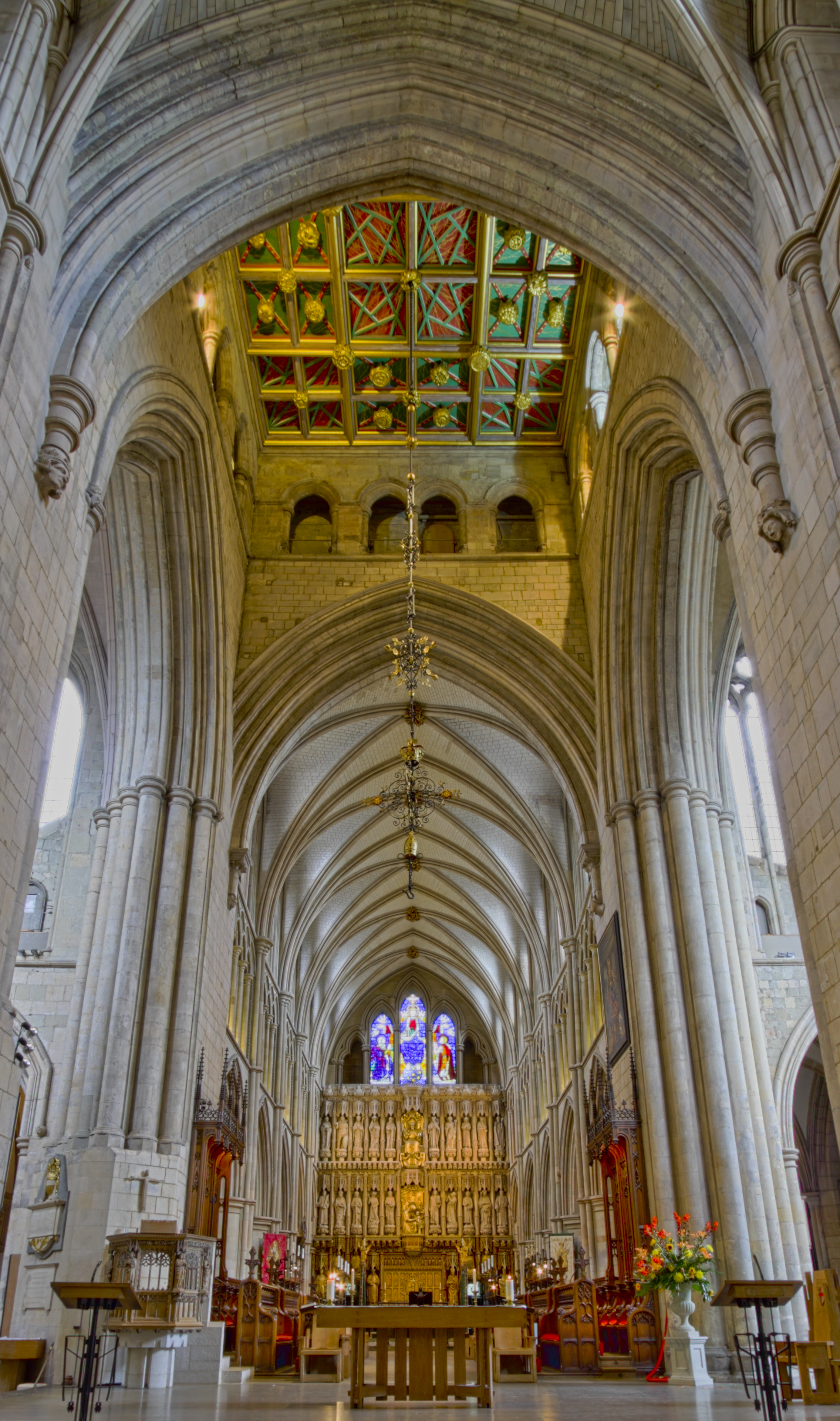
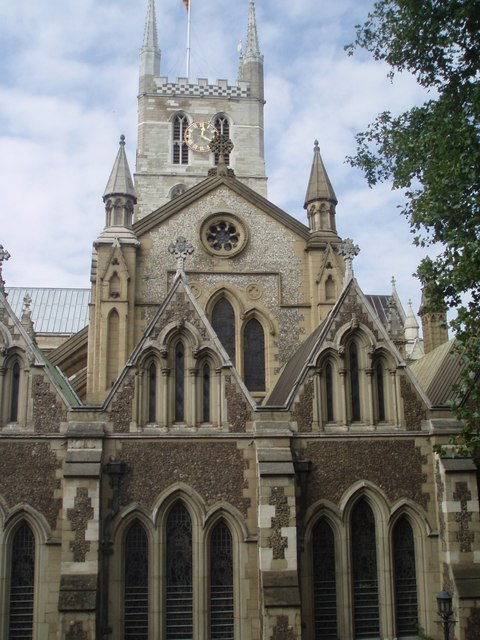
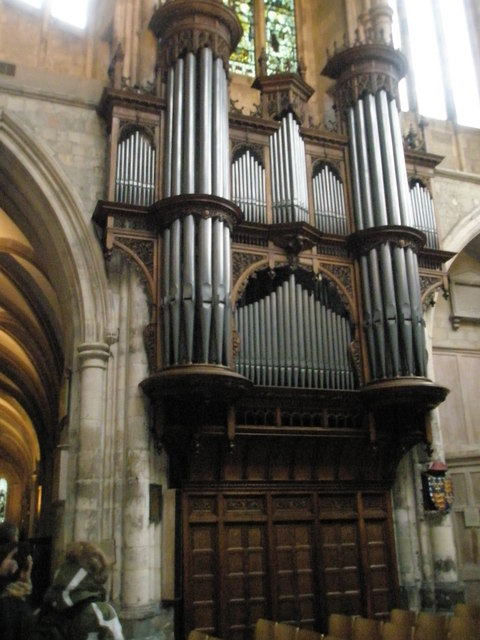
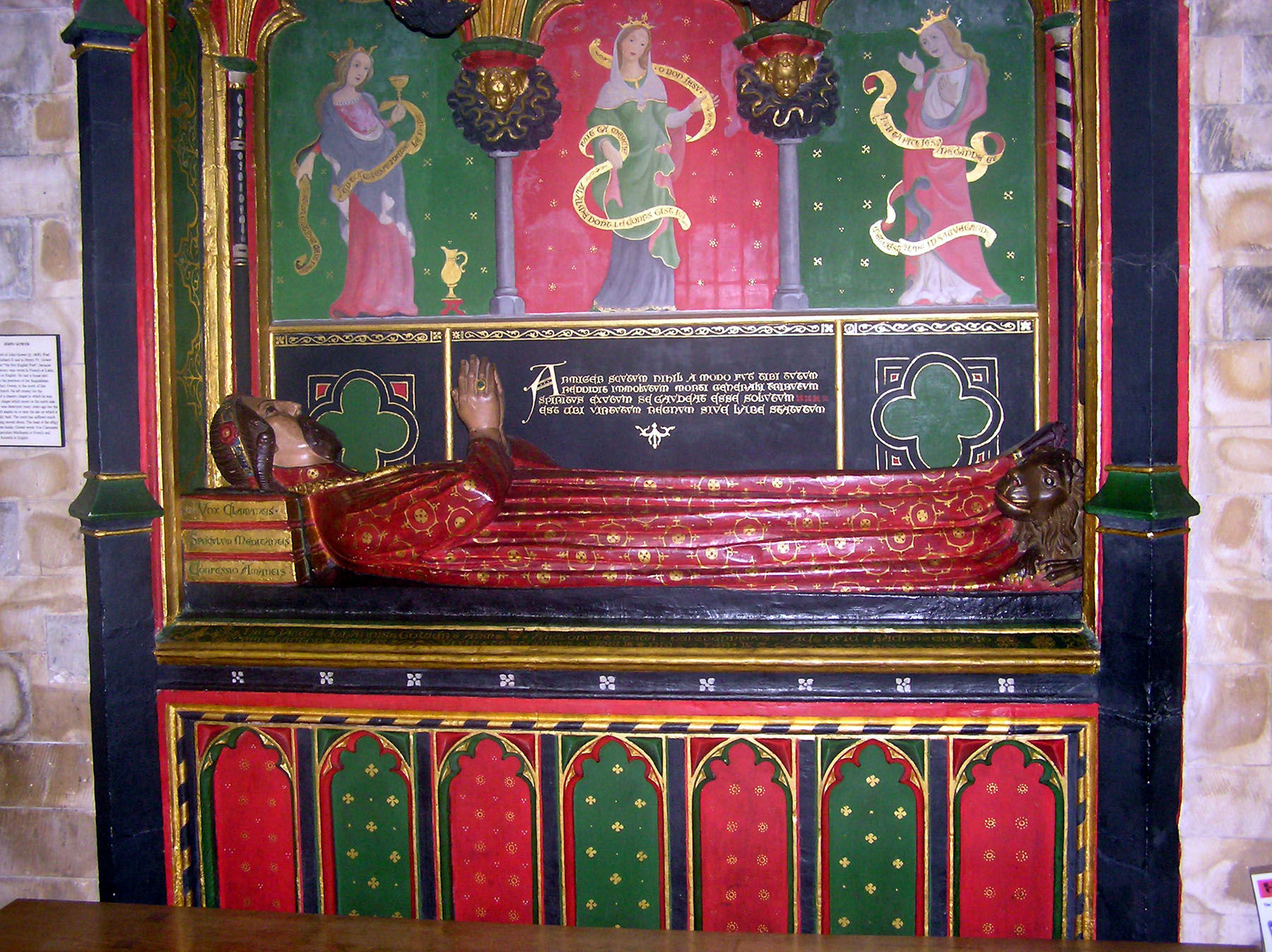
آرامگاه جان گاور